# آنیه لیلیا
آنیه لیلیا (انگلیسی: Annie؛ زادهٔ ۲۱ نوامبر ۱۹۷۷) خواننده، دی‌جی، ترانه‌نویس، تهیه‌کننده موسیقی، و کاراته‌کا اهل نروژ است. وی از سال ۱۹۹۳ میلادی تاکنون مشغول فعالیت بوده‌است.